# ジョン・コリア (画家)
ジョン・メイラー・コリア（John Maler Collier, OBE RP ROI, 1850年1月27日 - 1934年4月11日）は、イギリスの著作家、ラファエル前派の画家。当時の著名な肖像画家の一人だった。ジョン・コリアー、ジョン・コリエという表記もある。

## 肖像画のモデル

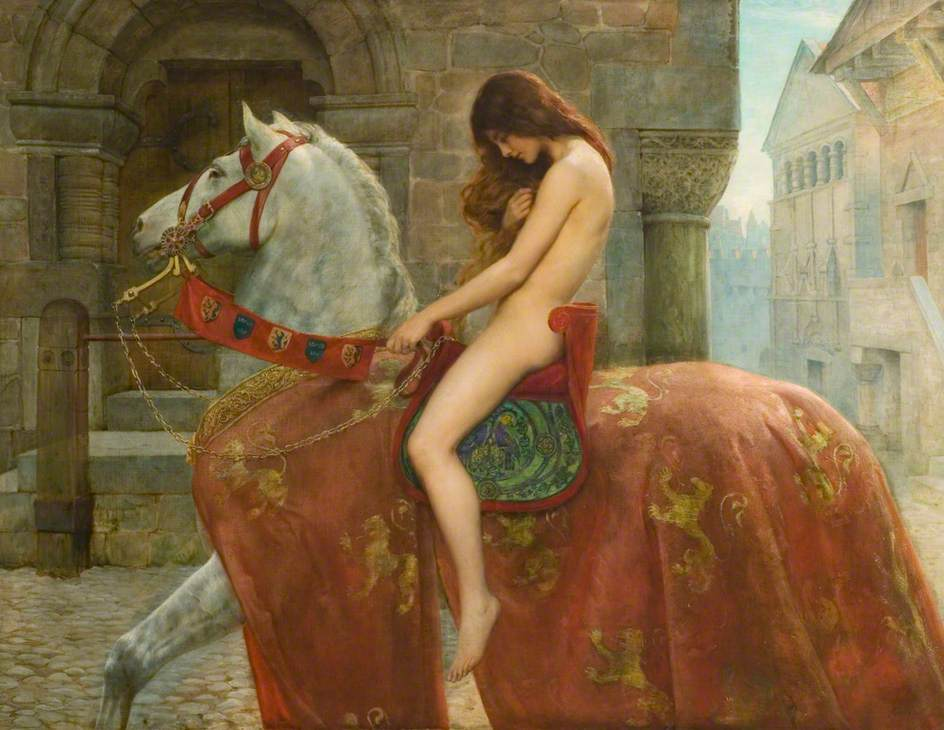
『ゴダイヴァ夫人』（Lady Godiva） 1898年頃 Herbert Art Gallery and Museum蔵

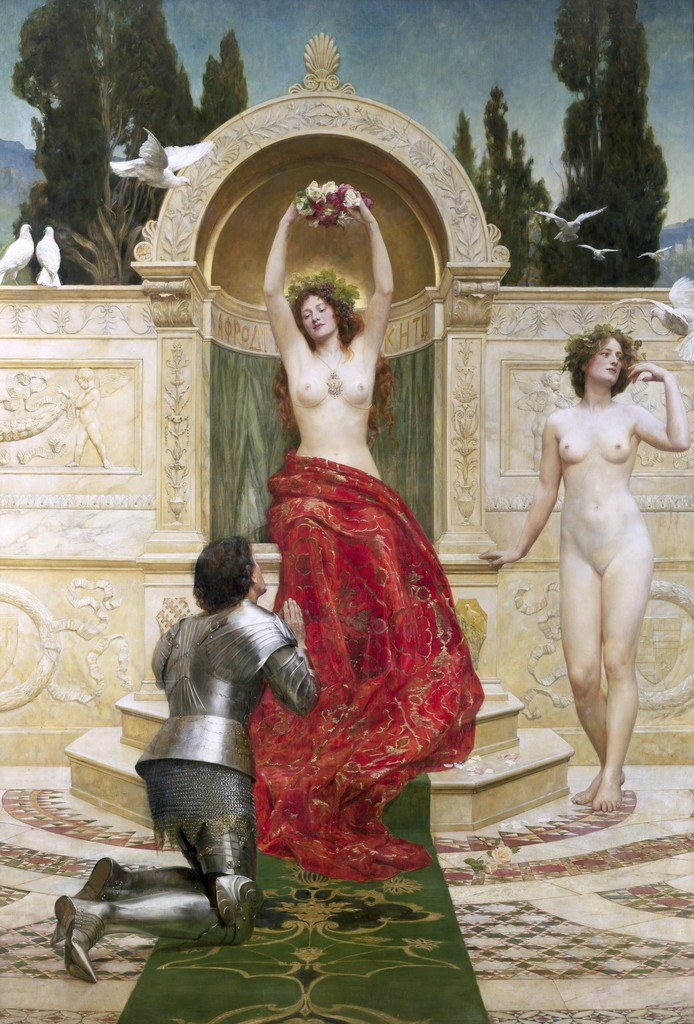
『ヴェーヌスベルクのタンホイザー』（Tannhauser in the Venusberg） 1901年 油彩

コリアの肖像画のモデルは多彩な顔ぶれであった。たとえば、シュルーズベリー主教ラヴレース・ステイマー卿、『チェーザレ・ボルジアと一緒の一杯のワイン』、ジョン・ラブロック（銀行家、考古学者）、A・N・ホーンビー（クリケット・チーム「ランカシャー・イレヴン」のキャプテン）、ヘレフォード主教アトリー博士。
ジョージ5世の肖像画を書いたのは1901年、王がまだコーンウォール公・ヨーク公の時で、コリアの評判を聞いた王がトリニティ・ハウスの支配人として描かせたものである。
他にも、セルボーン伯爵（1882年）、ハルスベリー伯爵（1898年）という2人の大法官。首席裁判官アルバストーン卿（1912年）。ジョージ・ジェッセル記録長官（1881年）。作家のラドヤード・キップリング（1891年）。画家のサー・ローレンス・アルマ＝タデマ（1884年）。俳優のJ・L・トゥール（1887年）。同じく俳優で『ウィンザーの陽気な女房たち』に出演していたマッジ・ケンドール、エレン・テリー、映画監督キャロル・リードの父でもあるハーバート・ビーボン・トゥリー（1904年）。オックスフォード大ベリオール・カレッジ学長ケアード教授（1904年）、同大ワドハム・カレッジ学長G・E・ソーリー（1889年）、イートン・カレッジ学長（1898年）ら教育者たち。政治家は数は少ないが、庶民院議長（1898年）。軍人では、ホレイショ・キッチナー元帥（1911年）、フレリック・ヘインズ元帥（1891年）など。またネパールのマハラジャ（1910年）を含む2人のインドのマハラジャ。科学者ではチャールズ・ダーウィン（1882年）、ジェームズ・プレスコット・ジュール（1882年）、そしてコリアの義理の父であるトマス・ヘンリー・ハクスリー（1891年）など。
コリアのモデル台帳の写真複写（コリアの息子が所有していたオリジナルから1962年に作られた）は、ナショナル・ポートレート・ギャラリーのHeinz Archive & Libraryで見ることができるが、そこにはコリアの描いた全肖像画の、モデルの氏名、日付、請求額、さらには、いくつかの絵の展示で生じた論争の詳細といったデータをコリア自身が手書きしている。

## コリアの一族

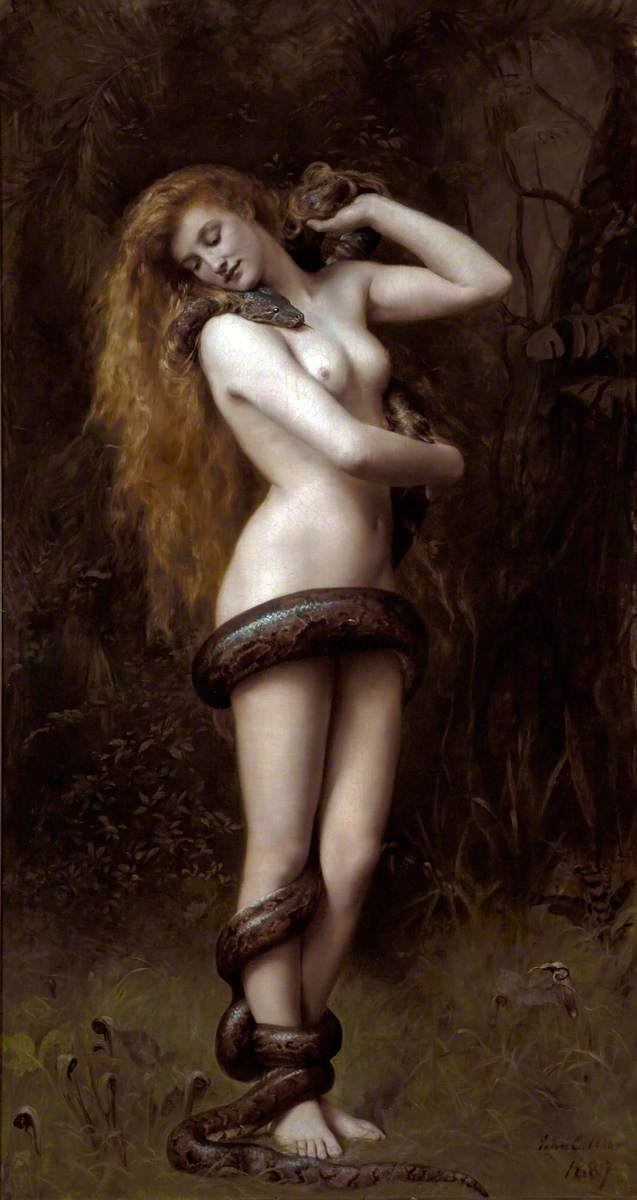
『リリス』（Lilith） 1892年 アトキンソン・アート・ギャラリー蔵

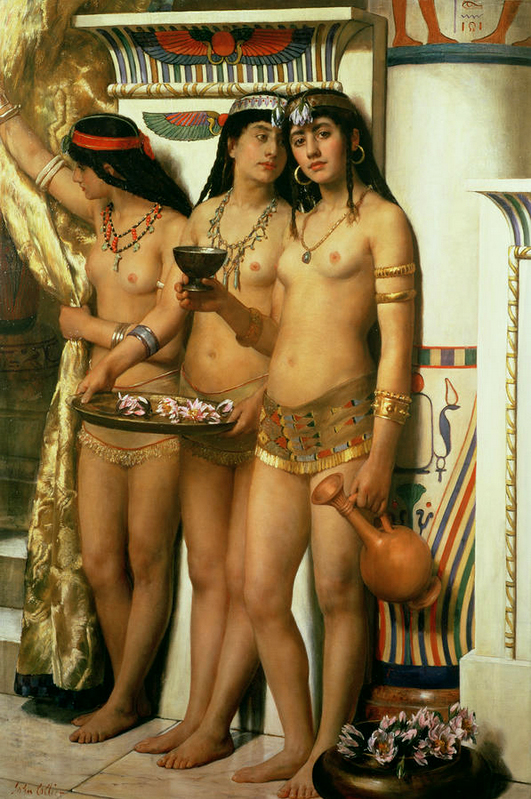
『古代エジプトのファラオの奴隷』

コリアは、成功した一族の出身だった。祖父ジョンは庶民院議員も務めたことのあるクェーカー教徒の商人である。父ロバートも庶民院議員、司法長官を長く務め、枢密院司法委員会の永世会員、初代モンクスウェル男爵で、さらにロイヤル・ソサエティー・オブ・ブリティッシュ・アーティスツのメンバーでもあった。兄の第2代モンクスウェル男爵ロバートは、内閣次官補、ロンドン・カウンティ・カウンシルの長 (en) を務めた。
さらにコリアの妻マリアンおよびエセルは、後期ヴィクトリア朝を代表する科学者で王立協会会長も務めたトマス・ハクスリーの娘で、義理の弟にあたる文筆家レナード・ハクスリーとも「懇意なる親交」を持っていた（Dictionary of National Biography s.v. L. Huxley）。
1879年に結婚した最初の妻マリアンは、コリアと同じくスレイド美術学校出身の画家で、ロイヤル・アカデミー他に出展したこともあった。しかしマリアンは、2人のただ1人の子供となる娘を出産後、産後鬱病を患い、治療のために行ったパリで肺炎のために亡くなった。1887年のことだった。
1889年、コリアはマリアンの妹エセルと再婚した。亡妻の姉妹との結婚は、1907年に法律が制定されるまでイギリスでは許されていなかったので、結婚式はノルウェーで挙げた。マリアンとの間に生まれた娘ジョイスは、肖像細密画家になり、王立王立細密画協会の会員にもなった。エセルとの間には1男1女あり、息子ローレンスは1941年から1951年までノルウェー大使を務めた。

## 死後の評価

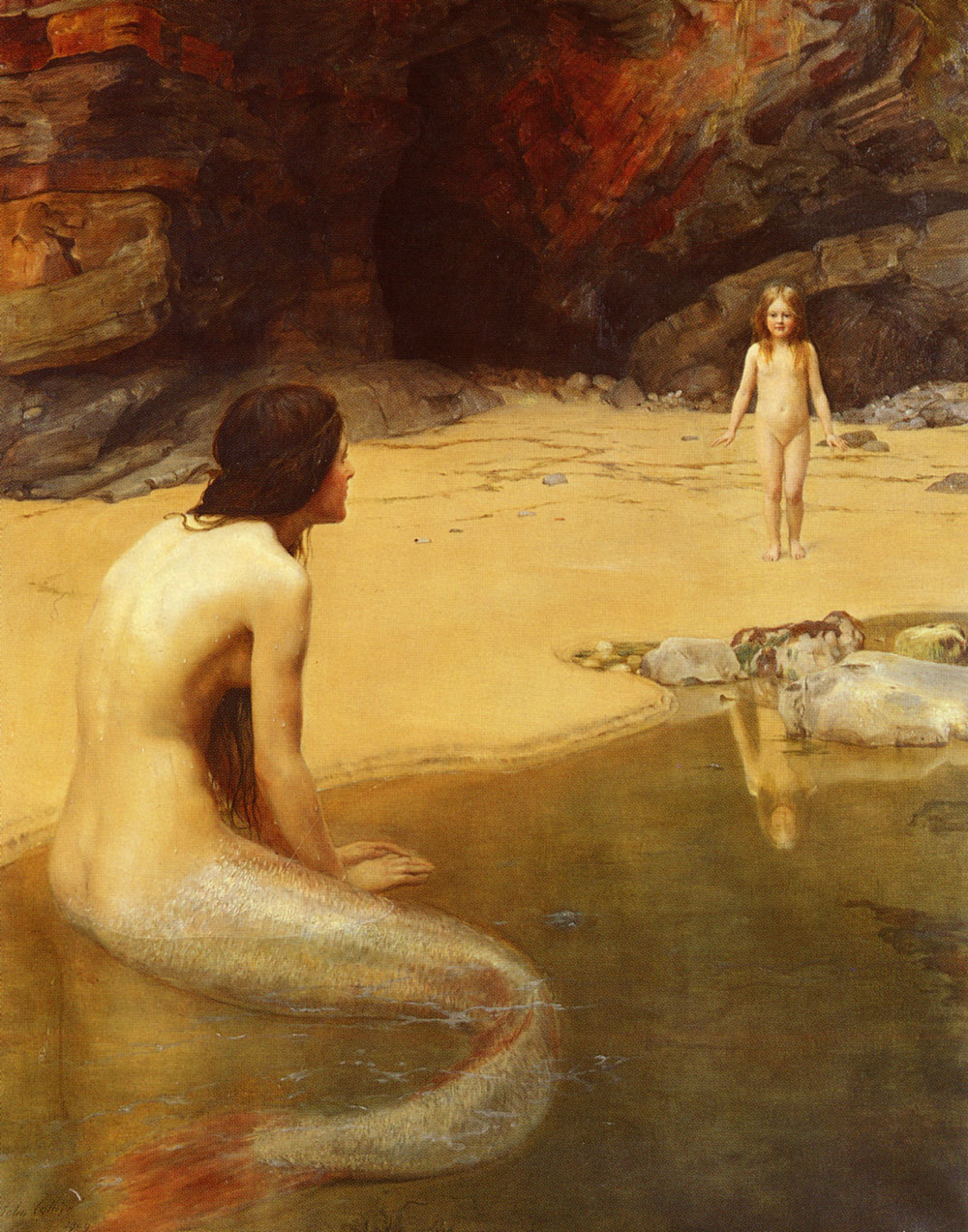
『The Land Baby』（1899年）

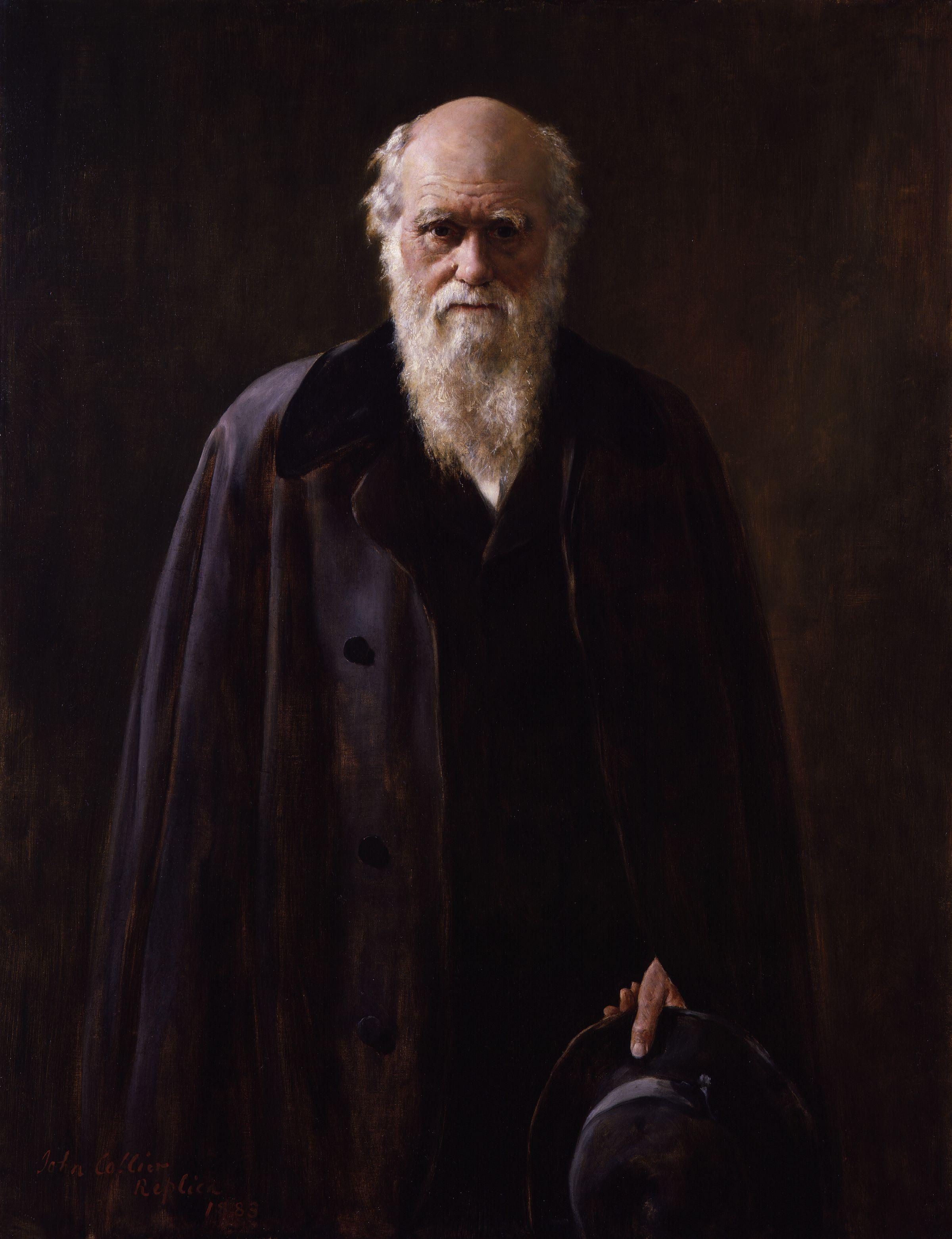
『チャールズ・ロバート・ダーウィン』（1881年）

コリアが亡くなったのは1934年である。『英国人名辞典』（1949年版。1931年-1934年の巻）のコリアの項目では、その生真面目さから、フランク・ホールと比較している。確かにそれは事実であったが、老若男女を描いた彼の肖像画（「Problem picture（問題絵画）」と呼ばれるジャンル。日常生活の隠された情景を描くもので、ヴィクトリア朝後期に人気があった）は、明るく、鮮やかであった。
『美術事典』（1996年版。第7巻569頁）のコリアの項目を執筆したのはジェフリー・アシュトンだが、彼の見えない筆使いについて「ありきたりのフラットな塗り方」と書く一方、「色彩のセンスは力強く驚くべきものである」「雰囲気・外観ともに気持ち悪いくらい本当らしく描かれている」とも書いている。
1920年までの『イギリス肖像画家辞典』（1997年）では、コリアの肖像画を「光と色の斬新な使用を伴った絵画作品」と書いている。

## パブリック・コレクション
ジョン・コリアの絵は現在、ロンドンのナショナル・ポートレート・ギャラリーに16点、テート・ギャラリーに2点、そしてフィレンツェのウフィツィ美術館には1907年に描かれた自画像がある。

## 著作目録
- A Primer of Art（1882年）
- A Manual of Oil Painting（1886年）
- The Art of Portrait Painting（1905年）